# Tauno Ilmari Paronen
Tauno Ilmari Paronen, född den 23 september 1912 i Viborg, död den 3 februari 1998, finländsk kapten och skogsvårdare.
Paronen tilldelades Mannerheimkorset den 22 augusti 1944 och blev riddare nummer 151.
Som skadad kompanichef ledde han de gevärskompanier som fanns kvar i en bataljons som förlorat en tredjedel av sin styrka. Under tre dagars strider förhindrade de en fiendedivisions utbrytningsförsök ur en motti vid Ilomants och säkerställde på detta sätt divisionens destruktion.